# مادرخوانده (فیلم ۲۰۲۰)
مادرخوانده (به انگلیسی: Godmothered) یک فیلم سینمایی آمریکایی در ژانر فیلم کمدی و فانتزی محصول سال ۲۰۲۰ به کارگردانی شارون مگوایر با بازی جیلیان بل و آیلا فیشر است. این فیلم توسط کمپانی والت دیزنی پیکچرز در ۴ دسامبر سال ۲۰۲۰ در دیزنی پلاس پخش شد.
شرکت والت دیزنی برای اولین بار در سپتامبر ۲۰۱۹ توسعه این فیلم را آغاز کرد و در اواخر همان ماه مگوایر به عنوان کارگردان برای تولید فیلم معرفی کرد. فیلمبرداری اصلی از ژانویه سال ۲۰۲۰ در بوستون آغاز شد.

## داستان
داستان فیلم که در زمان کریسمس جریان دارد دربارهٔ «النور» یک پری مهربان جوان و بی‌تجربهٔ در حال آموزش دیدن است که وقتی متوجه می‌شود حرفهٔ موردعلاقه‌اش درخطر انقراض است، تصمیم می‌گیرد تا به دنیا نشان دهد که مردم هنوز به پری مهربان نیاز دارند. او نامه‌ای نادیده‌گرفته‌شده از یک دختر ۱۰ سالهٔ غمگین را پیدا می‌کند و به دنبال او می‌گردد تا بتواند پیدایش کند و …